# Zofia Nakoneczna
Zofia Aleksandra Nakoneczna, ps. „Zofia Zarańska” (ur. 10 czerwca 1910 w Krakowie, zm. 18 października 1976 w San Diego) – polsko-amerykańska aktorka filmowa i teatralna. Karierę sceniczną rozpoczęła w 1930 w Teatrze im. Juliusza Słowackiego w Krakowie, następnie w latach 1932–1939 występowała w teatrach warszawskich. Zagrała w dwóch filmach fabularnych – Przebudzeniu (1934) i Amerykańskiej awanturze (1936) – które nie zachowały się do czasów współczesnych. Wysoka blondynka zyskiwała uznanie krytyków, którzy opisywali jej drugoplanowe role komediowe i dramatyczne. W recenzjach dotyczących Nakonecznej często można było przeczytać o jej „wiośnianym wdzięku”, „finezji” bądź „szczerym sentymencie”.
Po wybuchu II wojny światowej wyemigrowała wraz z mężem, dyrektorem koncernu „Ilustrowanego Kuriera Codziennego”, Mieczysławem Dobiją, do Francji, a w 1941 do Stanów Zjednoczonych. W tym czasie angażowała się w prace efemerycznych Teatru Polskiego w Paryżu i Polskiego Teatru Artystów w Nowym Jorku. Dobijowie nigdy nie powrócili do Polski, otrzymując w 1949 obywatelstwo amerykańskie.

## Życiorys

### Okres krakowski

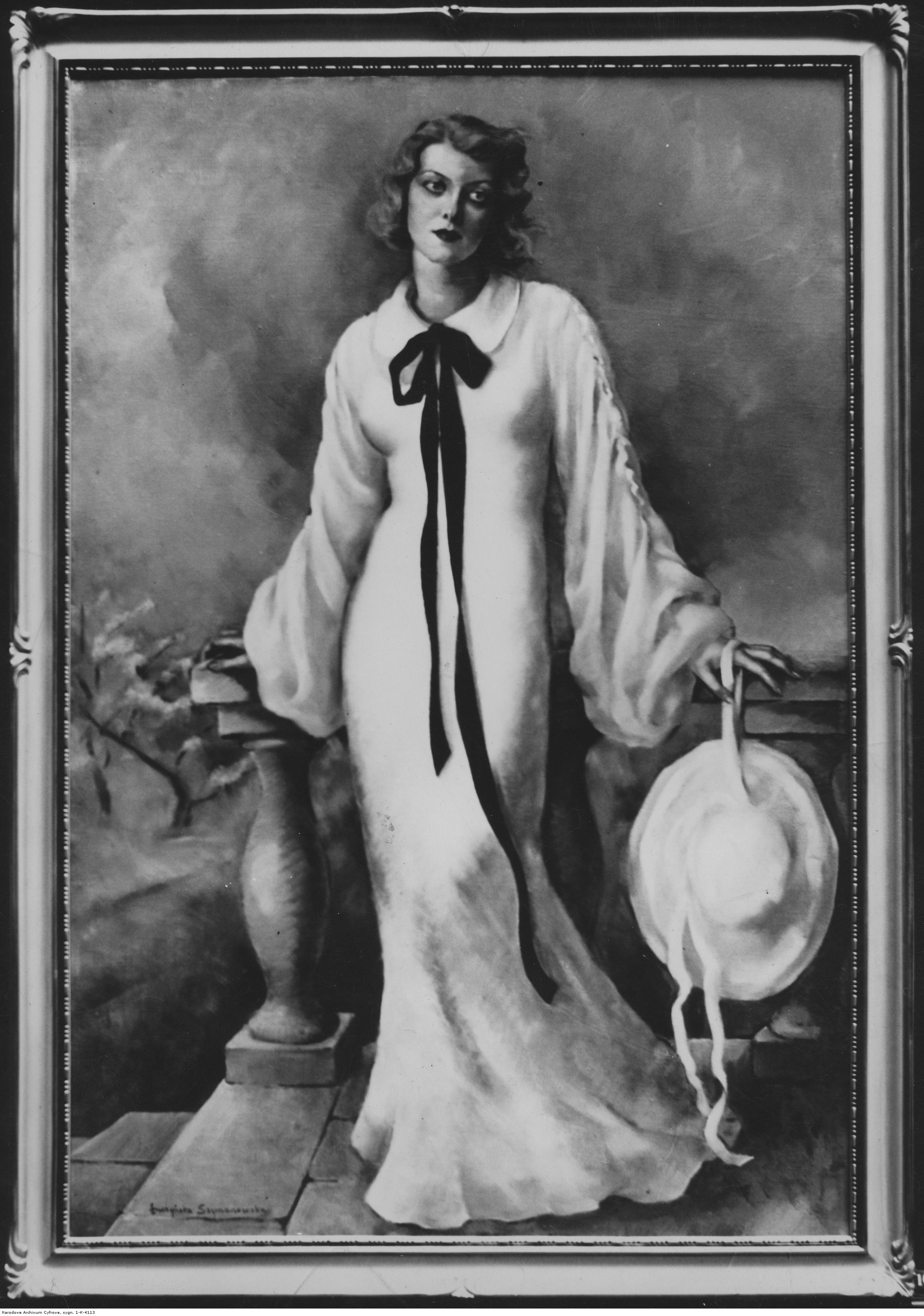
Portret Zofii Nakonecznej autorstwa Ireny Łuczyńskiej-Szymanowskiej (grudzień 1934)

Zofia Aleksandra Nakoneczna urodziła się 10 czerwca 1910 w Krakowie, w rodzinie Jana Aleksandra Nakonecznego, maszynisty kolejowego, i Agnieszki Justyny z domu Czech. Pobierała nauki w seminarium nauczycielskim, po czym postanowiła zrealizować marzenia o aktorstwie i wstąpiła do miejscowej Miejskiej Szkoły Dramatycznej. W 1930 została zatrudniona w Teatrze im. Juliusza Słowackiego, debiutując na jego deskach w roli Mary Baxter w komedii Roxy autorstwa Barry’ego Connersa (reż. Teofil Trzciński), której premiera odbyła się 23 listopada. Recenzent „Czasu” napisał, że „aparycja, dźwięk, delikatność towarzyszyły temu debiutowi”. Rok później, 4 grudnia 1931, zaczęła występy w przedstawieniu dla dzieci Odnalezione serce Józefa Wiśniowskiego (reż. Józef Karbowski), gdzie wcieliła się w postać Diamentyny. Tym razem sprawozdawcy nie poświęcili jej ani jednego słowa.

### Okres warszawski

#### Teatr (1932–1939)
W 1932 przeprowadziła się do Warszawy na ulicę Króla Alberta I 10 (obecnie Niecała 10). W pobliskim Teatrze Narodowym wystąpiła w dwóch prestiżowych spektaklach. W Skąpcach Moliera (reż. Ludwik Solski), wystawianych od 22 października, zagrała Mariannę. Jej kreacja zwróciła uwagę Tadeusza Boy-Żeleńskiego, który napisał, że „swojej nieśmiałej Mariannie dała wiele dziewczęcego wdzięku i finezji”. Miesiąc później, 28 listopada, wystąpiła jako Marysia w chwalonym przez krytyków Weselu Stanisława Wyspiańskiego (reż. Ludwik Solski). Spektakl przygotowano w 25. rocznicę śmierci poety.
W sezonie 1933/1934 grała w Teatrze Letnim, występując w spektaklach komediowych: Uśmiech Hrabiny Stefana Kiedrzyńskiego, Ten stary wariat Kiedrzyńskiego, Chcę właśnie Ciebie Maurice’a Bradella, Towariszcz Jacquesa Devala, Zwyciężyłem kryzys Paula Vulpiusa, Kłopoty z papą Geyera w przeróbce Jana Adolfa Hertza, i dramatycznych: Mieszkanie Zojki Michaiła Bułhakowa oraz Ivar Kreuger Jerzego Tepy. W 1934 wzięła również udział w spektaklu Ucieczka Johna Galsworthy’ego, wystawionym w Teatrze Narodowym. W latach 1935–1939 występowała na deskach Teatru Małego, Teatru Polskiego i Teatru Nowego w takich sztukach, jak: Cudzik i S-ka Kiedrzyńskiego, Król Gastona de Caillaveta, Ludzie w bieli Sidneya Kingsleya, Był sobie więzień Jeana Anouilha, Tessa Margaret Kennedy i Basila Deana, Papa de Caillaveta i Roberta de Flersa, Fircyk w zalotach Franciszka Zabłockiego, Temperamenty Antoniego Cwojdzińskiego i Brat marnotrawny Oscara Wilde’a. Krytycy teatralni, w tym Kazimierz Wierzyński i Antoni Słonimski, na ogół wyrażali pozytywne zdanie na temat jej gry aktorskiej i dostrzegali rozwijający się w niej talent . Poświęcając krótko kilka słów aktorce w swojej książce Teatr Polski w Warszawie 1913–1938, Jan Lorentowicz napisał, że „szybko opanowała swe środki wyrazu i zapowiada się jako talent interesujący”.
Niezrealizowanym marzeniem Zofii Nakonecznej było zaprezentowanie swoich umiejętności wokalnych w komedii muzycznej. Aby rozwijać głos sopranowy, pobierała nauki od profesor Dobrowolskiej, następnie kształciła się pod okiem śpiewaczki operowej, Margot Kaftal.

#### Film (1933, 1936)
| „O występach na ekranie marzyłam dawniej jako o czymś nieziszczalnym. Interesowały mnie szczególnie dramaty psychologiczne i komedie muzyczne w rodzaju Chevalliera i Jeanette MacDonald. Ubóstwiam Gretę Garbo, Joan Crawford, Clive’a Brooka, Gary’ego Coopera, no i czarującą Sylvię Sydney.” – Zofia Nakoneczna |

W 1933 Nakoneczna została zauważona przez asystenta Aleksandra Forda podczas jednej z prób teatralnych. Reżyser powierzył jej główną rolę w dramacie obyczajowym Przebudzenie, w którym zagrała dziewczynę zatrudnioną przez bogatą rodzinę mieszczańską w charakterze guwernantki. Aktorka nie miała dobrego zdania o kinematografii polskiej, jednak postanowiła zadebiutować u znanego i cenionego twórcy: „Jestem zachwycona Fordem jako reżyserem, nie mam po prostu słów do niego. Wierzę, że dzięki niemu film stanie na poziomie”. Ambitna w swoim zamierzeniu produkcja o trudnym losie robotników okazała się porażką artystyczną i komercyjną. W dniu premiery (18 kwietnia 1934) przybyła na seans publiczność wygwizdała film. To niezadowolenie dziennikarka „Bluszcza” wiązała ze słabym zobrazowaniem środowiska robotniczego, poruszeniem zbyt wielu wątków oraz błędami montażowymi i zachwianiem harmonii obrazu, utrudniających odbiór Przebudzenia niewyrobionemu widzowi . W swojej recenzji Leon Brun ocenił, że Nakoneczna jest „dobrym materiałem plastycznym na aktorkę filmową”.

W 1936 aktorka przyjęła rolę głównej bohaterki w komedii muzycznej Amerykańska awantura w reżyserii Ryszarda Ordyńskiego. Wcieliła się w Ellen Ward, amerykańską dziennikarkę, która stała się obiektem westchnień niespełnionego polskiego wynalazcy, Pawła Kaliny (Eugeniusz Bodo). Film zebrał mieszane recenzje. Zarzucano mu przede wszystkim naiwność fabuły i słabe udźwiękowienie, natomiast chwalono kreacje aktorskie. Leonia Jabłonkówna z „Wiadomości Literackich” doceniła Nakoneczną, która „wygląda doskonale, rusza się ślicznie, jest pełna spokojnego wdzięku, gra z umiarem i kulturą”. Odmienną opinię wyraził dziennikarz „Kuriera Poznańskiego”, nie wróżąc jej wielkiej kariery, ponieważ nie posiadała wyrazu i potrafiła się tylko miło i nieszablonowo uśmiechać. Oba wymienione filmy nie zachowały się do czasów współczesnych.

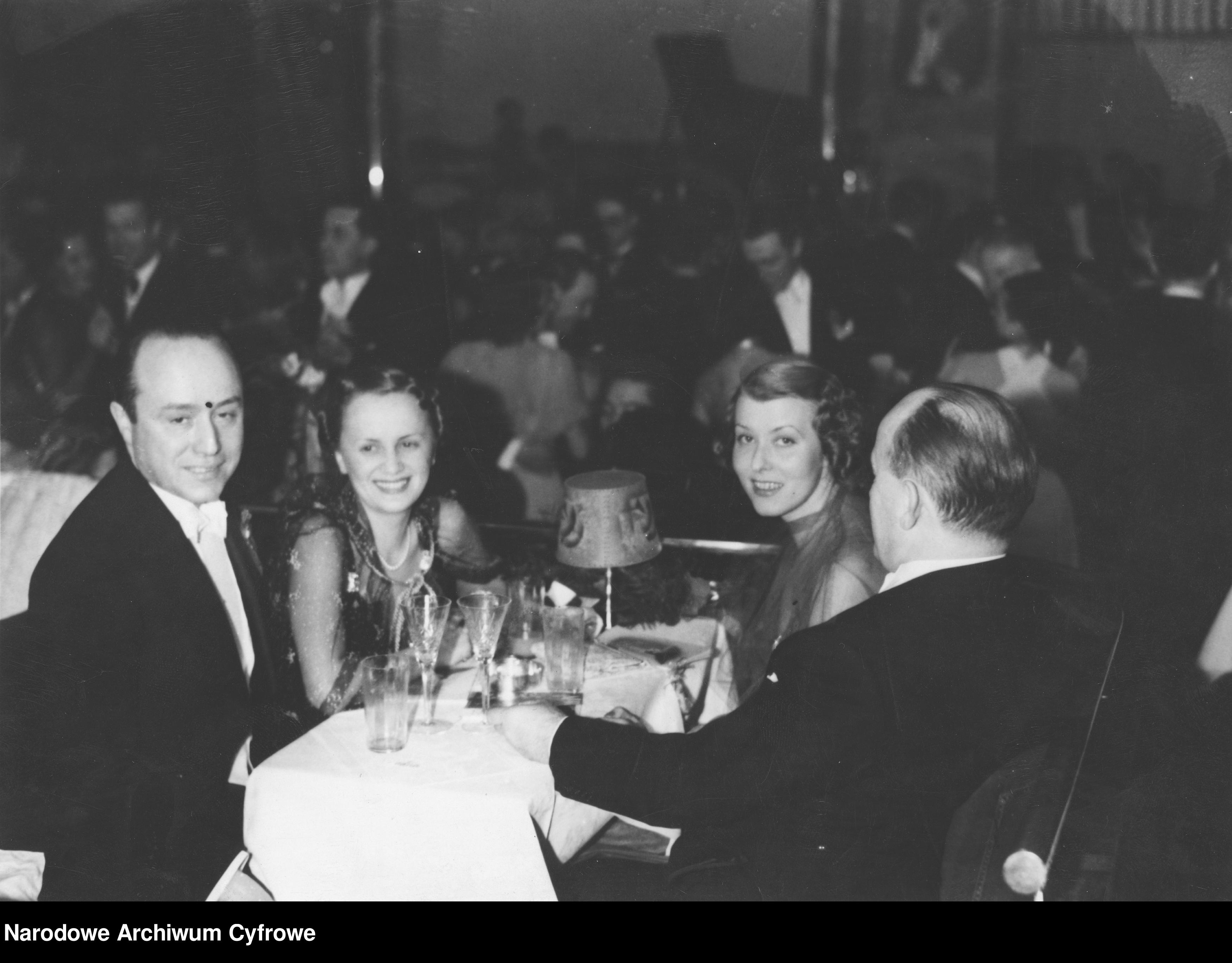
Zofia Nakoneczna (druga z prawej) na Balu Filmu Polskiego (1938)

### II wojna światowa i emigracja

#### Wyjazd do Francji
Po wybuchu II wojny światowej Nakoneczna wraz z mężem udali się do Zaleszczyk, następnie przekroczyli granicę z Rumunią, przemierzyli Jugosławię i Włochy, zatrzymując się ostatecznie we Francji. Początkowo zamieszkali w Nicei, by ostatecznie wynająć mieszkanie w Paryżu. Aktorka związała się tam z nowo utworzonym Teatrem Polskim, m.in. uczestnicząc 30 marca 1940 w wieczorze Wspominki u boku Janiny Wilczówny, Kazimierza Dejunowicza oraz Zygmunta Modzelewskiego. W związku z atakiem III Rzeszy na Francję małżeństwo przedostało się do Hiszpanii, później zaś do Portugalii, zatrzymując się na kilka miesięcy w Lizbonie. W styczniu 1941 amerykański dziennikarz „St. Petersburg Timesa”, przebywający w Portugalii, pochylił się nad losem artystki: „Zofia Nakoneczna, warszawska gwiazda filmu i sceny jest najpiękniejszą uciekinierką w Lizbonie. Piękna blondynka ścigana przez nazistowską armię od września 1939 (Warszawa-Bukareszt-Paryż-Bordeaux-Hendaye-Lizbona), planuje zacząć w Hollywood jako statystka. Teraz czeka na wizę do USA”.

#### Stany Zjednoczone
Małżeństwo Dobijów wyruszyło do Stanów Zjednoczonych 1 kwietnia 1941 na pokładzie portugalskiego statku SS Guiné, prawdopodobnie otrzymując wizę dzięki znajomości z Janem Kiepurą. Do Nowego Jorku dopłynęli dwa tygodnie później i rozpoczęli nowe życie wśród polskiej emigracji.
Nakoneczna była stałą bywalczynią restauracji „Ognisko”, znajdującej się w pobliżu polskiego konsulatu. Ważnymi gośćmi lokalu stali się przedstawiciele polskiej kultury, nauki, polityki i środowisk wojskowych. Współtworzący tę grupę aktorzy i reżyserzy utworzyli 22 listopada 1942 Polski Teatr Artystów, który zgodnie ze wspomnieniami Ireny Lorentowicz tworzyli „Marysia Modzelewska i Zosia Nakoneczna, Janka Wilczówna, Kara Tichówna, Irka Popielska, Władek Ilcewicz, Sielański, Dudarew-Ossetyński, Gantkowski, reżyserzy Cwojdziński i Ordyński, doskonała pianistka Ewa Dębicka i wreszcie ja jako scenograf i aranżer, czego się dało. Później dołączyli do nas jeszcze Jadwiga Smosarska i Ela Dziewońska, Zygmunt Modzelewski i Ziemowit Karpiński”. Teatr był finansowany przez rząd londyński. Nie miał stałej siedziby, występując wśród skupisk Polonii w Stanach Zjednoczonych i Kanadzie. Repertuar instytucji składał się ze sztuk i widowisk o charakterze patriotycznym, jak Piąta Kolumna w Warszawie, Pastorałka, Polska podziemna, Echa polskiej ziemi, Warszawianka, oraz komediowym – Józia, Pierwsza lepsza. Recenzje i relacje z widowisk znajdowały się przede wszystkim w „Tygodniowym Przeglądzie Literackim Koła Pisarzy z Polski” (później „Tygodnik Polski”).
Zofia Nakoneczna grała w większości przedstawień (zob. tabela poniżej), uzyskując pozytywne opinie, choćby za rolę Kamili w Pierwszej lepszej Aleksandra Fredry: „Pani Nakoneczna w sukni wiejskiej i p. Wilczówna w pięknej biedermeierowskiej krynolinie były każda inaczej znakomite, jedna figlarnie, druga romantycznie, obie mówiły wiersz bez zarzutu”. Niedostatki finansowe sprawiały, że aktorzy musieli samodzielnie wykonywać poboczne zadania. Tak artystka pełniła również role menedżerki, inspicjentki, maszynistki, elektrotechnika i kasjerki. Za cały włożony wysiłek członkowie teatru otrzymywali niskie gaże, w przypadku Nakonecznej 40 dolarów miesięcznie. Pod koniec 1945 Polski Teatr Artystów został rozwiązany z powodu zaprzestania finansowania przez rząd londyński. W 1948 Nakoneczna podjęła pracę jako modelka, następnie była sprzedawczynią w sklepie z futrami. 23 maja 1949 otrzymała wraz z Mieczysławem obywatelstwo amerykańskie.
Chociaż Polski Teatr Artystów został rozwiązany, Nakoneczna nadal uczestniczyła w życiu kulturalnym Polonii Amerykańskiej. Spotykała się ze znajomymi, wśród których był Arnold Szyfman i jego ówczesna żona, Maria Gordon-Smith. Dyrektor Teatru Polskiego zachęcał ją do powrotu do kraju, lecz aktorka nie przystała na tę propozycję. Uczestniczyła w jubileuszach na cześć polskich artystów, które były częstymi wydarzeniami wśród polskiej inteligencji. Pod koniec marca 1954 włączyła się w uczczenie 35-lecia pracy literackiej Kazimierza Wierzyńskiego. W kwietniu 1955 wystąpiła podczas wieczoru Jana Lechonia z okazji wydania przez niego Poezji Zebranych, a osiem miesięcy później wzięła udział w wielkiej rewii muzyki, śpiewu, tańca i humoru w Domu Polskim w Nowym Jorku. Widowisko to było poprzedzone premierą dramatu w jednym akcie pióra Lechonia Ksiądz i bolszewicy.
W październiku 1964, w 70. rocznicę urodzin Wierzyńskiego, wspólnie z Karin Tiche i Dorą Kalinówną deklamowały wiersze poety na gali zorganizowanej w hotelu Barbizon Plaza pod patronatem Polskiego Instytutu Naukowego w Ameryce. Inną inicjatywą, w której brała udział, były comiesięczne audycje Radia Wolna Europa w Nowym Jorku, które odbywały się od 1955. Zajmowano się w nich głównie sprawami współczesnej polskiej emigracji. Józef Wittlin dbał o warstwę tekstową słuchowisk, natomiast za reżyserię odpowiadał Ziemowit Karpiński. Nie licząc Nakonecznej, w projekcie uczestniczyli, m.in. Maria Modzelewska, Helena Zelwerowicz-Ochroniowa, Władysław Ilcewicz, Henryk Rozmarynowski.
W latach 70. Dobijowie zamieszkali w Kalifornii. Zofia Nakoneczna zmarła w San Diego 18 października 1976.

## Życie prywatne

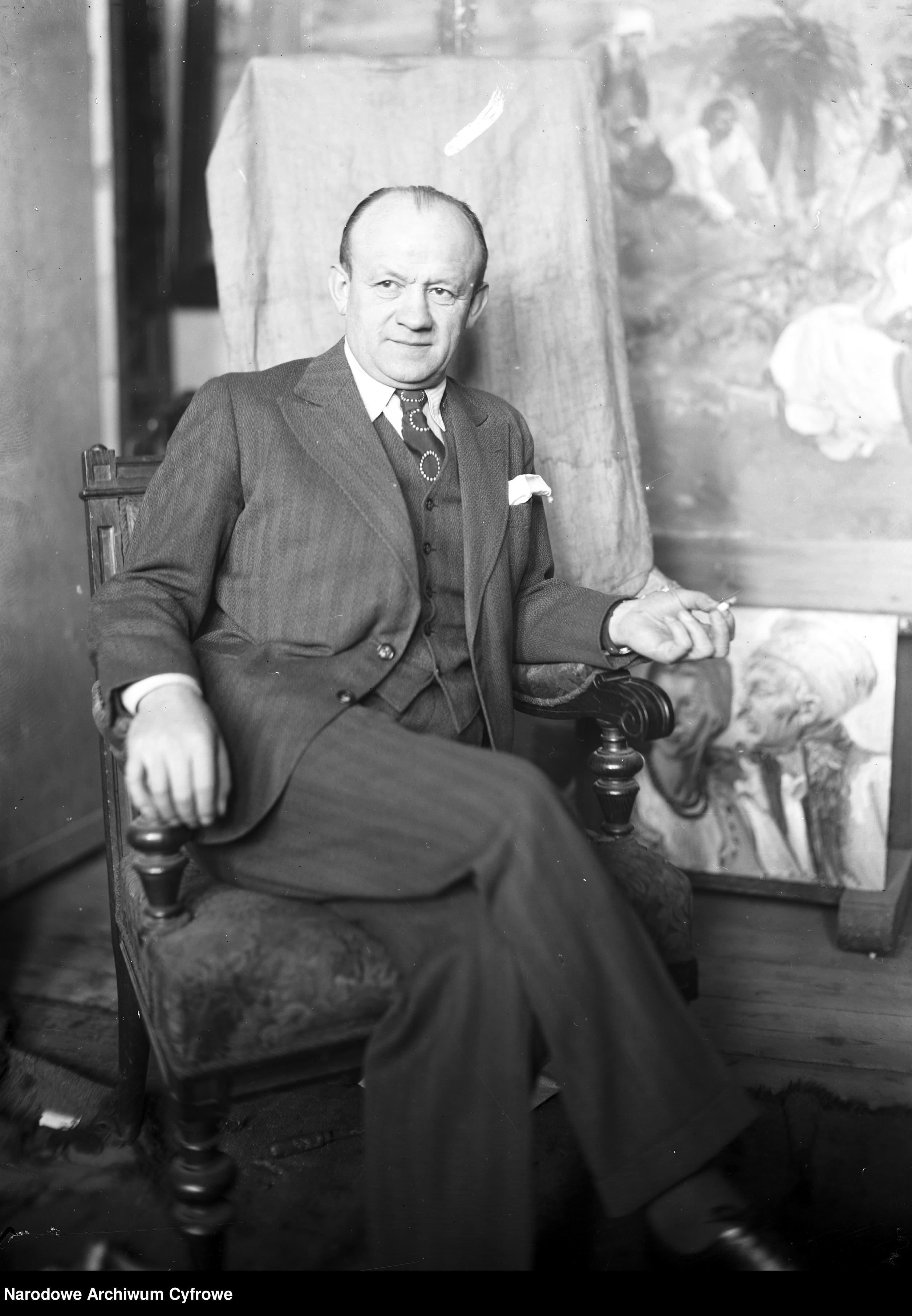
Mieczysław Dobija, mąż Zofii Nakonecznej (1935)

### Osobowość, zainteresowania
Zofia Nakoneczna była skrytą osobą, ceniła prywatność, co jej przyjaciółka, Karin Tiche, wspominała w ten sposób: „Zofia Nakoneczna była bardzo prywatną osobą. Kiedy, za młodu, piękna aktorka, żona potentata prasowego, nie chciała brać udziału w hucznym życiu towarzyskim Warszawy, nie lubiła dawać wywiadów ani fotografować się bezustannie w przewidywanych i nieprzewidywanych pozach – mówiło się, że zadziera nosa, że ma przewrócone w głowie”. Znane są przypadki ukrywania przez nią swojej pełnej tożsamości, choćby we wrześniu 1935, gdy płynąc w pierwszym transatlantyckim rejsie MS Piłsudski, widniała w rejestrze pasażerów jako lekarka. Natomiast w książce telefonicznej z 1937 dopisano przy jej nazwisku zawód doktora medycyny, a jej mąż miał być rzekomo radcą prokuratury generalnej. Stroniąc od rozgłosu, udzieliła jednak kilku wywiadów, pokazywała się na warszawskich salonach podczas wydarzeń kulturalnych i rozrywkowych. Relacje prasowe i fotografie poświadczały jej udział w corocznym Balu Mody w Hotelu Europejskim (w 1934 zdobyła tytuł najpiękniejszej warszawianki), Balu Filmu Polskiego, jak i spotkaniach z artystami polskimi i zagranicznymi.
Wolny czas aktorka spędzała na przejażdżkach samochodowych i jeździe konnej. W czasie urlopów wypływała w rejsy transatlantykiem MS Piłsudski.

### Małżeństwo z Mieczysławem Dobiją
Mieczysława Dobiję (ur. 1 listopada 1887), członka zarządu „Ilustrowanego Kuriera Codziennego”, poznała na początku lat 30. Dzieliła ich 23-letnia różnica wieku. Według przypuszczeń Grzegorza Rogowskiego para pobrała się przed wrześniem 1935. Wprowadzili się do kamienicy przy ul. Akademickiej 3 na Ochocie, chociaż nieczęsto przebywali ze sobą ze względu na obowiązki Dobiji w krakowskiej redakcji. Rodzina Mieczysława była niechętna jego związkowi z młodą aktorką, która nie posiadała wystarczająco wysokiej pozycji społecznej. Mezalians miał wpływ na ich życie. Małżonkowie nie posiadali wspólnych fotografii i sporadycznie uczestniczyli razem na różnego rodzaju przyjęciach i wydarzeniach. Podczas Wystawy Filmowej na wyspie Lido w 1937, dziennikarz „Kina” został poproszony o dyskrecję w sprawie tożsamości Dobiji: „Mieliśmy również miłych gości z kraju: Zofię Nakoneczną z mężem, Janinę Romanównę (mieszka ona nadal na Lido), Bazylego Sikiewicza oraz producenta inżyniera Gulanickiego”. Mimo przeciwności Dobijowie przeżyli ze sobą 31 lat. Po śmierci Zofii Mieczysław przeniósł się z Kalifornii do Dade City na Florydzie, gdzie zmarł 5 kwietnia 1979.

## Filmografia
| Rok  | Tytuł                | Rola       | Źródło |
| ---- | -------------------- | ---------- | ------ |
| 1934 | Przebudzenie         | dziewczyna | [ 22 ] |
| 1936 | Amerykańska awantura | Ellen Ward | [ 25 ] |

## Spektakle teatralne
| Rok  | Tytuł               | Rola | Źródło |
| ---- | ------------------- | --- | ------ |
| 1930 | Roxy                | Mary Baxter | [ 5 ]  |
| 1931 | Odnalezione serce   | Diamentyna | [ 4 ]  |
| 1932 | Skąpiec             | Marianna | [ 12 ] |
| 1932 | Wesele              | Marysia | [ 13 ] |
| 1933 | Uśmiech hrabiny     | córka Hrabiny | [ 56 ] |
| 1933 | Ten stary wariat    | b.d | [ 17 ] |
| 1933 | Mieszkanie Zojki    | Ala | [ 57 ] |
| 1933 | Chcę właśnie ciebie | b.d | [ 58 ] |
| 1934 | Towariszcz          | Helena Arbeziat | [ 59 ] |
| 1934 | Ivar Kreuger        | śpiewaczka | [ 60 ] |
| 1934 | Ucieczka            | b.d | [ 61 ] |
| 1934 | Zwyciężyłem kryzys  | b.d | [ 16 ] |
| 1934 | Kłopoty z papą      | córka | [ 62 ] |
| 1935 | Cudzik i S–ka       | panna Kazimiera | [ 63 ] |
| 1935 | Król                | Zuzanna | [ 64 ] |
| 1935 | Ludzie w bieli      | Laura Hudson | [ 64 ] |
| 1935 | Był sobie więzień   | Anna | [ 65 ] |
| 1936 | Tessa               | Flora Churchill | [ 66 ] |
| 1937 | Papa                | Teresa Coursan | [ 67 ] |
| 1938 | Fircyk w zalotach   | Podstolina | [ 68 ] |
| 1938 | Temperamenty        | Jadzia | [ 69 ] |
| 1939 | Brat marnotrawny    | Gwendolena | [ 70 ] |
| 1940 | Wspominki...        | – |        |
| 1942 | Pastorałka          | Ewa | [ 4 ]  |
| 1943 | Polska podziemna    | Hela | [ 4 ]  |
| 1943 | Echa polskiej ziemi | deklamacja fragmentu Ślubów panieńskich Fredry, śpiew, deklamacja Matki Boskiej Częstochowskiej Jana Lechonia, skecz | [ 71 ] |
| 1944 | Niemiec             | Letycja | [ 4 ]  |
| 1944 | Józia               | Kamila | [ 4 ]  |
| 1944 | Pierwsza lepsza     | Zosia | [ 4 ]  |
| 1944 | Warszawianka        | Anna | [ 4 ]  |
| 1955 | –                   | wielka rewia muzyki, śpiewu, tańca i humoru w Domu Polskim w Nowym Jorku                                             | [ 44 ] |